# Riparbella
Riparbella è un comune italiano di 1 663 abitanti della provincia di Pisa in Toscana.
Riparbella si trova nella Val di Cecina, nell'Alta Maremma o Maremma Settentrionale, storicamente conosciuta come Maremma Pisana.

## Geografia fisica

### Territorio
- Classificazione sismica: zona 2 (sismicità medio-alta), Ordinanza PCM 3274 del 20/03/2003

### Clima
- Classificazione climatica: zona D, 1845 GR/G
- Diffusività atmosferica: alta, Ibimet CNR 2002

| Riparbella         | Gen  | Feb  | Mar  | Apr  | Mag  | Giu  | Lug  | Ago  | Set  | Ott  | Nov  | Dic  |
| ------------------ | ---- | ---- | ---- | ---- | ---- | ---- | ---- | ---- | ---- | ---- | ---- | ---- |
| T. max. media (°C) | 11,3 | 11,8 | 14,5 | 18,3 | 22,3 | 26,1 | 29,3 | 29,5 | 26,4 | 21,5 | 16,7 | 12,5 |
| T. min. media (°C) | 5,0  | 5,4  | 7,6  | 10,7 | 13,9 | 16,8 | 19,1 | 19,1 | 16,4 | 12,5 | 8,8  | 5,9  |

## Storia
(Attilio Zuccagni-Orlandini, Indicatore topografico della Toscana granducale (1856))

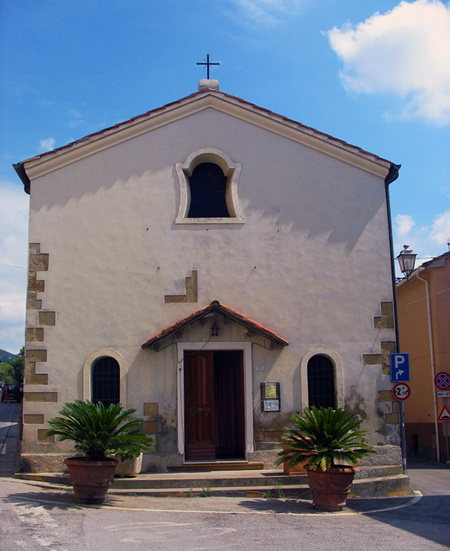
Oratorio della Madonna delle Grazie, Riparbella

Il toponimo è attestato per la prima volta nel 1034 come Riparbella, in una bolla di Guido vescovo di Volterra,. Secondo etimologie popolari deriverebbe dal latino Ripa Albella, cioè "riva bianca", dal biancore delle terre tufacee e sabbiose che costituiscono la cima della collina; nella zona è tuttavia attestata la necropoli etrusca di Belora, indagata dagli archeologi.
Riparbella, situata in bella posizione sulle pendici meridionali del Poggio di Nocola, a differenza degli altri paesi della zona non ha forma tondeggiante ma si è sviluppata lungo la strada sul crinale di un dorso collinare. Il centro storico sorto intorno al castello è di origine medioevale, e risale circa all'anno 1000, per opera dei conti Della Gherardesca. Nel 1157, in seguito a lasciti testamentari, entrò nel patrimonio dell'arcivescovato di Pisa. Nel 1406, durante l'assedio di Pisa da parte della repubblica fiorentina, Riparbella entrò nei domini di Firenze. Tra il 1494 ed il 1508, in occasione della guerra d'Italia del 1494-1498, si rese indipendente dal dominio fiorentino. Il granduca Ferdinando II la elesse a marchesato nel 1635 e la concesse ad Andrea Carlotti, nobile veronese, i cui successori, nel 1737, la passarono a Carlo Ginori che la tenne fino alle riforme leopoldine della fine del XVIII secolo. In seguito alle riforme, Riparbella divenne una comunità autonoma.
Nel 1882 i territori di Collemezzano e La Cinquantina furono scorporati dal comune di Riparbella ed annessi a quello confinante di Cecina.

### Simboli
Stemma
Lo stemma del comune è stato riconosciuto con decreto del capo del governo 25 febbraio 1936.
Riparbella assunse come proprio emblema il giglio quando divenne un territorio fiorentino e nel 1635, quando fu infeudato con titolo marchionale al cavaliere Andrea Carlotti, questo simbolo fu posto al centro dello stemma del nuovo feudatario composto di un palo d'oro in campo azzurro.
Gonfalone
Il gonfalone è stato riconosciuto con decreto luogotenenziale del 10 dicembre 1944 e concesso con DPR del 4 aprile 2007.

## Monumenti e luoghi d'interesse
In corrispondenza del crinale di Poggio Malconsiglio, è attualmente in esercizio un impianto eolico con 10 torri eoliche (ciascuna da 2 MW).

### Architetture religiose
- Chiesa di San Giovanni Evangelista
- Oratorio della Madonna delle Grazie
- Oratorio di San Rocco
- Ex oratorio della Santissima Annunziata
- Cappella Baldasserini
- Cimitero

### Musei
- C'Era-Centro Espositivo Riparbella Antica: aperto dall'8 marzo 2025, ospita reperti del sito di Belora, noto fin dal '700 è oggetto di un'unica campagna di scavo in età moderna effettuata Nel 1986 punto molti reperti appartenenti alla collezione Chiellini sono stati dispersi in tutta Europa.[12]

## Società

### Evoluzione demografica
Abitanti censiti

## Amministrazione
| Periodo          | Periodo          | Primo cittadino  | Partito                                                        | Carica      | Note   |
| ---------------- | ---------------- | ---------------- | -------------------------------------------------------------- | ----------- | ------ |
| 28 maggio 1985   | 14 giugno 1990   | Marcello Pioli   | Partito Comunista Italiano                                     | Sindaco     | [ 14 ] |
| 14 giugno 1990   | 24 aprile 1995   | Renzo Fantini    | Partito Comunista Italiano, Partito Democratico della Sinistra | Sindaco     | [ 14 ] |
| 24 aprile 1995   | 14 giugno 1999   | Carlo Cosimi     | centro-sinistra                                                | Sindaco     | [ 14 ] |
| 14 giugno 1999   | 14 giugno 2004   | Carlo Cosimi     | centro-sinistra                                                | Sindaco     | [ 14 ] |
| 14 giugno 2004   | 8 giugno 2009    | Ghero Fontanelli | centro-sinistra                                                | Sindaco     | [ 14 ] |
| 8 giugno 2009    | 1º dicembre 2012 | Ghero Fontanelli | centro-sinistra                                                | Sindaco     | [ 14 ] |
| 22 dicembre 2012 | 30 gennaio 2013  | Giovanna Piccolo |                                                                | Comm. pref. | [ 14 ] |
| 27 maggio 2013   | 12 giugno 2017   | Renzo Fantini    | lista civica: Riparbella democratica                           | Sindaco     | [ 14 ] |
| 12 giugno 2017   | in carica        | Salvatore Neri   | lista civica: Siamo Riparbella                                 | Sindaco     | [ 14 ] |

## Sport
Il comune di Riparbella, ha ospitato numerose tappe di eventi automobilistici sportivi, principalmente legati al mondo dei rally. Dal 1979 al 1991, faceva tappa il Rally di Sanremo, valevole per il campionato del mondo rally, e proprio una prova speciale famosa nell'ambiente rallystico, prendeva il nome del paese, richiamando folle di appassionati da tutta Italia e non solo. Oltre al mondiale, si sono svolte tappe anche di numerosi rally minori con validità italiana o nazionale (Rally Casciana terme, Rally Liburna) che si sono disputati fino a fine anni '90. Il tratto di strada interessato era quello che dal paese attraversa la collina e la selva di Campo a Quaranta fino alle porte della strada statale volterrana.